# Wellington-Sud
Pour les articles homonymes, voir Wellington (homonymie).
Circonscription électorale fédérale du Canada
Wellington-Sud ((en) Wellington South) est une circonscription électorale fédérale de l'Ontario, représentée de 1904 à 1968.
C'est l'Acte de l'Amérique du Nord britannique de 1867 qui créer le district électoral de Wellington-Sud. Abolie en 1966, elle est redistribuée parmi Halton, Wellington et Wellington—Grey.

## Géographie
En 1867, la circonscription de Wellington-Sud comprenait:
- La ville de Guelph
- Les cantons de Guelph et de Puslinch (en)

En 1872, s'ajouta les cantons d'Eramosa (en) et d'Erin
En 1903, la circonscription comprenait:
- Les cantons d'Eramosa, Erin, Guelph, Nichol, Pilkington et Punslinch
- La cité de Guelph
- Les villages d'Elora, Erin et Fergus (en)

## Députés
| Législature                                                          | Années    | Député               | Député             | Parti                     |
| -------------------------------------------------------------------- | --------- | -------------------- | ------------------ | ------------------------- |
| Wellington-Sud                                                       |           |                      |                    |                           |
| 1re                                                                  | 1867–1872 |                      | David Stirton      | Libéral                   |
| 2e                                                                   | 1872–1874 |                      | David Stirton      | Libéral                   |
| 3e                                                                   | 1874–1876 |                      | David Stirton      | Libéral                   |
| 3e                                                                   | 1876-1878 | Donald Guthrie       |                    | Libéral                   |
| 4e                                                                   | 1878–1882 | Donald Guthrie       |                    | Libéral                   |
| 5e                                                                   | 1882–1887 | James Innes          |                    | Libéral                   |
| 6e                                                                   | 1887–1891 | James Innes          |                    | Libéral                   |
| 7e                                                                   | 1891–1896 | James Innes          |                    | Libéral                   |
| 8e                                                                   | 1896–1900 |                      | Christian Kloepfer | Conservateur              |
| 9e                                                                   | 1900–1904 |                      | Hugh Guthrie       | Libéral                   |
| 10e                                                                  | 1904–1908 |                      | Hugh Guthrie       | Libéral                   |
| 11e                                                                  | 1908–1911 |                      | Hugh Guthrie       | Libéral                   |
| 12e                                                                  | 1911–1917 |                      | Hugh Guthrie       | Libéral                   |
| 13e                                                                  | 1917–1921 |                      | Hugh Guthrie       | Unioniste                 |
| 14e                                                                  | 1921–1925 | Conservateur         | Hugh Guthrie       |                           |
| 15e                                                                  | 1925–1926 | Conservateur         | Hugh Guthrie       |                           |
| 16e                                                                  | 1926–1930 | Conservateur         | Hugh Guthrie       |                           |
| 17e                                                                  | 1930–1930 | Conservateur         | Hugh Guthrie       |                           |
| 17e                                                                  | 1930-1935 | Conservateur         | Hugh Guthrie       |                           |
| 18e                                                                  | 1935–1940 |                      | Robert Gladstone   | Libéral                   |
| 19e                                                                  | 1940–1945 |                      | Robert Gladstone   | Libéral                   |
| 20e                                                                  | 1945–1949 |                      | Robert Gladstone   | Libéral                   |
| 21e                                                                  | 1949–1953 | Henry Alfred Hosking |                    | Libéral                   |
| 22e                                                                  | 1953–1957 | Henry Alfred Hosking |                    | Libéral                   |
| 23e                                                                  | 1957–1958 |                      | Alfred Hales       | Progressiste-conservateur |
| 24e                                                                  | 1958–1962 |                      | Alfred Hales       | Progressiste-conservateur |
| 25e                                                                  | 1962–1963 |                      | Alfred Hales       | Progressiste-conservateur |
| 26e                                                                  | 1963–1965 |                      | Alfred Hales       | Progressiste-conservateur |
| 27e                                                                  | 1965–1968 |                      | Alfred Hales       | Progressiste-conservateur |
| Circonscription dissoute parmi Halton, Wellington et Wellington—Grey |           |                      |                    |                           |